# Miloslav Bednařik
Miloslav Bednařik, né le 30 janvier 1965 à Olomouc et mort le 16 juin 1989 à Brno, est un tireur sportif tchécoslovaque.

## Carrière
Miloslav Bednařik participe aux Jeux olympiques de 1988 à Séoul et remporte la médaille d'argent dans l'épreuve de la fosse olympique. Bednařík est mort dans un accident de motocyclette à l’âge de 24 ans.